# Cleopatrina
Cleopatrina is een geslacht van vlinders van de familie spinners (Lasiocampidae).

## Soorten
- C. bilinea (Walker, 1855)
- C. phocea (Druce, 1887)